# 雩時郡
雩時郡（ウシぐん）は、朝鮮民主主義人民共和国慈江道の郡。

## 地理
鴨緑江を堰き止めた水豊ダムのダム湖（水豊湖）に面する郡であり、対岸は中華人民共和国遼寧省である。慈江道の西端に位置する。

### 隣接行政区
- 北 － 楚山郡
- 東 － 古豊郡
- 南 － 松源郡、東倉郡（平安北道）
- 西 － 碧潼郡（平安北道）

## 行政区画
1邑・1労働者区・22里を管轄する。
| - 雩時邑（ウシウプ） - 発銀労働者区（パルンノドンジャグ） - 加上里（カサンニ） - 加中里（カジュンニ） - 加下里（カハリ） - 金城里（クムソンニ） - 金陽里（クミャンニ） - 大坪里（テピョンニ） - 龍海里（リョンヘリ） - 別上里（ピョルサンニ） - 別下里（ピョラリ） - 富興里（プフンニ） | - 北上里（プクサンニ） - 北下里（プカリ） - 上坪里（サンピョンニ） - 時上里（シサンニ） - 時下里（シハリ） - 吾上里（オサンニ） - 吾下里（オハリ） - 雩上里（ウサンニ） - 雩中里（ウジュンニ） - 坪上里（ピョンサンニ） - 下倉里（ハチャンニ） - 下坪里（ハピョンニ） |

## 歴史
雩時郡は、北朝鮮建国後に新設された郡である。
1952年、平安北道碧潼郡の東部にあった雩時面・加別面・吾北面が分割され、雩時郡として編成された（1邑21里）。1954年、新設された慈江道に所属する郡となった。
現在、1邑1労働者区22里からなる。

### 年表
この節の出典
- 1952年12月 - 郡面里統廃合により、平安北道碧潼郡雩時面・吾北面・加別面および碧潼面の一部地域をもって、雩時郡を設置。雩時郡に以下の邑・里が成立。(1邑21里)
  - 雩時邑・金城里・金陽里・発銀里・雩中里・雩上里・時上里・時下里・吾上里・吾下里・北下里・北上里・別上里・別下里・加下里・加中里・加上里・富興里・下坪里・上坪里・大坪里・坪上里
- 1954年10月 - 行政区画の見直しにより、慈江道雩時郡となる。(1邑21里)
  - 慈江道楚山郡下倉里の一部が雩時邑に編入。
- 1961年 - 古豊郡龍海里、楚山郡下倉里を編入。(1邑23里)
- 1967年 - 発銀里が発銀労働者区に昇格。(1邑1労働者区22里)